# Amaryllis
Amaryllis L. è un genere di piante della famiglia delle Amaryllidaceae, originario del Sudafrica.

## Etimologia
Il nome del genere deriva dal verbo greco ἀμαρύσσω (amarysso), che significa risplendere.

## Descrizione
Sono piante bulbose alte circa 70 cm, spesso confuse con il genere Hippeastrum da cui si distinguono per i fiori in numero maggiore e di dimensioni minori.

I numerosi ibridi hanno fiori con colori di varia tonalità.

## Tassonomia
Il genere comprende due specie:
- Amaryllis belladonna L.
- Amaryllis paradisicola Snijman

## Coltivazione
Non ha particolari esigenze, vuole posizioni in pieno sole o mezz'ombra, nelle zone a clima invernale rigido, si coltivano al riparo di un muretto esposto a Sud, e provvedendo a ricoprire il terreno con una pacciamatura di foglie secche, non gradisce i suoli troppo compatti, la concimazione va effettuata incorporando con delicatezza del terricciato dopo la fioritura.
La moltiplicazione avviene con la piantagione dei bulbi in luglio, o raramente con la semina con fioriture dopo 3-6 anni.

## Avversità
- Cocciniglia cotonosa adulti e larve dell'emittero Pseudococcus citri (Risso), succhiano la linfa in special modo dalla pagina inferiore, provocando un'abbondante melata su cui si sviluppa la fumaggine.
- Muffa verde i funghi del genere Penicillium, provocano marciumi nei  bulbi conservati in magazzini, caldo-umidi e non arieggiati.
- Avvizzimento maculato l'attacco virale provoca sulle foglie macchie giallo-biancastre, cui segue il disseccamento del lembo fogliare o un seccume di colore rossiccio lungo i bordi.

## Usi
- Come pianta ornamentale nei giardini o in vaso, e per il fiore reciso.
- Le popolazioni indigene africane utilizzavano per avvelenare le punte delle loro frecce delle misture di piante in cui rientrava il succo del bulbo di Amaryllis.
I bulbi, come altre parti della pianta sono velenosi, per il contenuto in alcaloidi, tra cui la bellamarina, che provocano vomito, diarrea, tremori e convulsioni, negli animali al pascolo o nell'uomo.